# Nikšić
Nikšić (Montenegrijns: Никшић: Albanees: Nikshiqi) is met 61.700 inwoners na Podgorica de tweede stad van Montenegro. De stad ligt ongeveer vijftig kilometer ten noordwesten van Podgorica en is met een spoorlijn en een weg verbonden met deze stad. Nikšić ligt op 630 meter hoogte en heeft een oppervlakte van 2065 km².
Al in de 4e eeuw was er hier een nederzetting, die de naam Onogost droeg. De resten van deze antieke stad zijn tegenwoordig nog te bezichtigen. In de 12e eeuw ontstond het klooster Ostrog, ongeveer 10 km ten zuidoosten van Nikšić. Het Ostrogklooster werd opgericht door de Heilige Vasilije en geldt daarom als het belangrijkste geestelijke centrum van Montenegro. In Nikšić zelf bevindt zich de Sabornakerk, die eveneens aan de Heilige Vasilije gewijd is. Rondom de stad bevinden zich drie meren, Krupać, Slano en Liverovići, die geliefd zijn als reisdoel. De stad is ook de thuishaven van het Nikšićko-bier.

## Sport
FK Sutjeska Nikšić is een voetbalclub uit Nikšić en werd meermaals landskampioen van Montenegro. Het eveneens uit Nikšić afkomstige FK Čelik won in 2012 de Montenegrijnse voetbalbeker.

## Geboren in Nikšić
- Milo Đukanović (1962), president van Montenegro (1998–2002, 2018–2023)
- Željko Petrović (1965), voetballer
- Vukašin Poleksić (1982), voetballer
- Mirko Vučinić (1983), voetballer
- Nick Delpopolo (1989), Amerikaans judoka
- Filip Vučić (1995), zanger
- Nina Žižić (1985), zangeres

Andrijevica · Bar · Berane · Bijelo Polje · Budva · Cetinje · Danilovgrad · Gusinje · Herceg-Novi · Kolašin · Kotor · Mojkovac · Nikšić · Petnjica · Plav · Pljevlja · Plužine · Podgorica · Rožaje · Šavnik · Tivat · Tuzi · Ulcinj · Žabljak
- Library of Congress Control Number: n88061435
- Nationale Bibliotheek van Tsjechië: ge587255
- Nationale Bibliotheek van Israël: 987007560110005171
- Système universitaire de documentation: 148446051
- Virtual International Authority File: 140823442